# Kasteel Grote Heirenthoek
Het Kasteel Grote Heirenthoek is een kasteel in de tot de Oost-Vlaamse gemeente Deinze behorende plaats Landegem, gelegen aan Grote Heirenthoek 55-57.

## Geschiedenis
Vermoedelijk is dit kasteeltje ontstaan uit een oude boerderij, die in de 18e eeuw vergroot werd met een voorbouw terwijl in de 2e helft van de 19e eeuw twee hoektorentjes werden bijgebouwd.
Dit kasteeltje werd bewoond door Arthur Buysse (1864-1924).

## Domein
Het betreft een omgracht buitengoed. Het kasteeltje heeft links een veelhoekige en rechts een ronde hoektoren. Op het domein bevindt zich nog een dienstgebouw, dat nu een woonhuis is.